# Crocallis atlantica
Crocallis atlantica är en fjärilsart som beskrevs av Claude Herbulot 1957. Crocallis atlantica ingår i släktet Crocallis och familjen mätare. Inga underarter finns listade i Catalogue of Life.